# João I, Conde de Dreux
João I (1215 - 1249), conde de Dreux e de Braine, era filho de Roberto III de Dreux e de Leonor de Saint-Valéry.
Feito cavaleiro pelo rei Luís IX da França, João o acompanhou em várias campanhas militares, primeiro contra os ingleses em Poitou (batalha de Taillebourg, em 1242). Em 1249, juntou-se à Sétima Cruzada, mas faleceu em Nicósia, no Reino do Chipre.
Em abril de 1240, João casara-se com Maria, filha de Arquibaldo VIII, senhor de Bourbon, com quem teve três filhos:
- Roberto (1241-1282), que lhe sucedeu como conde de Dreux;
- Iolanda (1243-1313), senhora de Saint-Aubin;
- João (1245-c.1275), cavaleiro templário.